# Талула Фолс (Џорџија)
Талула Фолс (Џорџија) (енгл. Tallulah Falls) град је у америчкој савезној држави Џорџија. По попису становништва из 2010. у њему је живело 168 становника.

## Демографија
Према попису становништва из 2010. у граду је живело 168 становника, што је 4 (2,4%) становника више него 2000. године.
| Група             | 2000.        | 2010.       |
| Белци             | 164 (100,0%) | 154 (91,7%) |
| Афроамериканци    | 0 (0,0%)     | 0 (0,0%)    |
| Азијати           | 0 (0,0%)     | 0 (0,0%)    |
| Хиспаноамериканци | 0 (0,0%)     | 9 (5,4%)    |
| Укупно            | 164          | 168         |